# Prosthechea regnelliana
Prosthechea regnelliana là một loài thực vật có hoa trong họ Lan. Loài này được (Hoehne & Schltr.) W.E.Higgins miêu tả khoa học đầu tiên năm 1997.